# Gudiyatham
Gudiyatham (o Gudiyattam) è una suddivisione dell'India, classificata come municipality, di 91.376 abitanti, situata nel distretto di Vellore, nello stato federato del Tamil Nadu. In base al numero di abitanti la città rientra nella classe II (da 50.000 a 99.999 persone).

## Geografia fisica
La città è situata a 12° 56' 60 N e 78° 52' 0 E e ha un'altitudine di 277 m s.l.m..

## Società

### Evoluzione demografica
Al censimento del 2001 la popolazione di Gudiyatham assommava a 91.376 persone, delle quali 45.506 maschi e 45.870 femmine. I bambini di età inferiore o uguale ai sei anni assommavano a 9.427, dei quali 4.826 maschi e 4.601 femmine. Infine, coloro che erano in grado di saper almeno leggere e scrivere erano 64.998, dei quali 35.624 maschi e 29.374 femmine.